# Ponice
Ponice – wieś w Polsce, położona w województwie małopolskim, w powiecie nowotarskim, w gminie Rabka-Zdrój, w dolinie potoku Poniczanka, w zachodniej części Gorców.
1 września 1977 część Ponic (44,47 ha) włączono do Rabki.
| części wsi | Bacówka, Bączkówka, Bydłoniówka, Cuptówka, Dolańskówka, Filasówka, Gajdówka, Gawłówka, Gładyszówka, Gwiżdżówka, Kapłonówka, Katrynówka, Kordon, Kowalówka, Krupówka, Kubikówka, Kuśmierka, Leśniówka, Liszkówka, Luberdówka, Mardułówka, Pankówka, Polana, Pstrągówka, Ryplówka, Sępówka, Skawskówka, Sołtysówka, Sperkówka, Świdrówka, Twarogówka, Worwówka |

## Historia
Ponice jako już uformowana wieś pojawiają się w XVI wieku, kiedy to wraz z Chabówką, Olszówką, Skomielną (Białą) i Rokicinami wchodziły w skład dóbr rabczańskich o powierzchni 11 827 morgów, a których właścicielem był Spytek Jordan z Zakliczyna, stolnik krakowski pochodzący z uboższej linii myślenickich Jordanów. Rejestr poborowy z 1581 r. podaje, że Ponice posiadały wtedy: „dwóch zagrodników z rolą, czterech bez roli, czterech na wolniźnie, pięciu, którym wyszła wolnizna, dwóch nowoosiadłych, jednego rzemieślnika i pół łana sołtysiego”. Po śmierci Spytka w 1596 r. Ponice wraz z całym kluczem rabczańskim przeszły w ręce rodziny Zebrzydowskich. W 1621 r. Jan Zebrzydowski, starosta lanckoroński, odstępuje je Marianowi Przyłęckiemu. Po nim ziemie te dziedziczą Komorowscy, potem zaś Wielkopolscy. Ostatni z Wielkopolskich sprzedał dobra rabczańskie z Ponicami Józefowi Wieniawie Zubrzyckiemu, ten zaś przekazał je w 1855 r. swemu synowi Julianowi. Ostatecznie w 1895 r. właścicielem została rodzina Kadenów, która posiadała je aż do czasu ich upaństwowienia w 1948 r.
Na przełomie XVIII i XIX wieku powstaje kościółek na Sołtysówce, zbudowany ze zwykłego kamienia rzecznego. Umieszczony w nim obraz Matki Bożej Częstochowskiej darzony był przez miejscowych szczególnym kultem. 
W 1854 r., jak wynika z zachowanych dokumentów, przy parafii w Rabce istniało 7 szkół parafialnych, w tym także szkoła w Ponicach. W 1912 r. wybudowano nowy budynek szkolny, a szkoła stała się etatową. Patronem został św. Kazimierz Królewicz. Na początku lat 50. szkoła  posiadała jedynie trzy izby lekcyjne i musiała stale wypożyczać dodatkowe pomieszczenie, często bardzo odległe od budynku szkolnego. Jesienią 1954 r. rozpoczęła się we wsi akcja zbierania podpisów pod wnioskiem o rozbudowę szkoły. Mieszkańcy zobowiązali się do dostarczenia drzewa i ofiarowali robociznę. Prace ruszyły rok później. W 1956 r. jeszcze wynajęto pomieszczenie na Kuśnierce, ale w roku następnym dzieci uczyły się już w nowych salach, mimo że nie były one jeszcze gotowe. 
U schyłku XIX wieku spędził tu kilka lat dla podratowania zdrowia Bronisław Malinowski. Pobyt ten na tyle znacząco wpłynął na kształtowanie się jego osobowości, że będąc już światowej sławy antropologiem, Malinowski opisał swoje doświadczenia z tej podrabczańskiej wsi w książce Kultura jako doświadczenie osobiste. 
10 lutego 1929 w Ponicach odnotowano temperaturę - 46 stopni Celsjusza, jednakże pomiar ten jako nieautoryzowany, nie jest uwzględniany w oficjalnych rekordach temperatur Polski. 
Przed 1970 rokiem arcybiskup Karol Wojtyła ustanowił w Ponicach ośrodek duszpasterski. W istocie był to wikariat parafii św. Magdaleny w Rabce. Posługę w nim objęli księżą marianie, a w 1984 r. księża salwatorianie. 7 kwietnia 1985 r. kardynał Franciszek Macharski erygował w Ponicach parafię pod wezwaniem Matki Bożej Królowej Polski. Rozpoczęto budowę nowego kościoła, który został poświęcony w 1996 r. Powstał przy nim cmentarz parafialny. 
W latach 1954-1961 wieś była siedzibą gromady Ponice, po jej zniesieniu w gromadzie Chabówka. W latach 1975–1998 wieś administracyjnie należała do województwa nowosądeckiego.
W 1999 r. patronką szkoły podstawowej w Ponicach została poetka Antonina Zachara–Wnękowa, pochodząca z pobliskiej Olszówki.
W dniach 22–25 maja 2008 w miejscowości odbyła się "Konferencja Wikimedia Polska 2008" pod patronatem honorowym burmistrza Rabki Ewy Przybyło.
W 2012 r. odbyły się uroczystości z okazji 100-lecia szkoły w Ponicach, w czasie których przekazano szkole sztandar.